# Susanna Janfalk
Susanna Janfalk, född 1962, är en svensk museichef och kulturvetare.

## Biografi
Susanna Janfalk utbildade sig till kulturvetare vid Uppsala universitet mellan 1984 och 1989. Vid ArkDes, dåvarande Arkitekturmuseet, var hon verksam som intendent. Mellan 2011 och 2019 var hon avdelningschef för samlingarna på Nordiska museet. Sedan januari 2020 är hon länsmuseichef på Sörmlands museum.